# Легендоване підпілля
Легендоване підпілля, лжепідпілля — формування, які застосовувалися радянськими спецслужбами для проведення агентурно-оперативних заходів проти українського національно-визвольного руху та його ліквідації.
Уперше створені на початку 1920-х років для боротьби з воєнно-політичними осередками української еміграції. Зокрема, для виманювання з-за кордону керівника Партизансько-повстанського штабу генерал-хорунжого Ю.Тютюнника (операція «Справа № 39») радянською спецслужбою імітувалося існування в УСРР «Вищої військової ради» як керівного органу повстанського руху.

## Історія
1944 з ініціативи НКДБ УРСР створено «конспіративно-розвідувальні групи» із завербованих вояків Української повстанської армії та радянських партизан. Організаційно оформлені директивою НКДБ УРСР за № 1697/С від 3 серпня 1944. Спецгрупи діяли під виглядом українських повстанців, проводили рейди проти формувань УПА, спрямували проти них внутрішні війська НКВС, допитували підпільників або підозрюваних у співробітництві з ними осіб від імені Служби безпеки ОУН (СБ ОУН).
Застосування «бойових груп особливого призначення» схвалено в доповідній наркома внутрішніх справ УРСР В.Рясного до наркома внутрішніх справ Л.Берії від 26 липня 1945 за № 8/156451. Їх учасники отримували завдання проникнути до підпілля або формувань УПА для фізичного знищення, компрометації їхнього керівного складу, внесення розколу в лави повстансько-підпільних формувань. Спецгрупи (з 1946 — «агентурно-бойові групи») створювалися районними, обласними та центральним апаратами НКВС—НКДБ/МДБ—КДБ. Командиром призначався агент із числа колишніх учасників Організації українських націоналістів або УПА, куратором — співробітник органів державної безпеки.
Легендоване підпілля застосовувалося в боротьбі із закордонними центрами ОУН та іноземними розвідками (оперативні заходи «Звено», «Траса», «Тропа» та ін.). Створюються окремі лжепроводи ОУН, що складалися із агентів МДБ/КДБ. 1951—53 так імітувалися Калуський, Коломийський та Кам'янець-Подільський окружні, чотири районні «проводи», які відіграли помітну роль в оперативних заходах з дезінформування Закордонних частин ОУН, Закордонного проводу Української головної визвольної ради, розвідок Великої Британії та США 1951—60.
Досвід «легендованого підпілля» 1951—60 використаний при організації оперативного заходу «Бумеранг». З кінця 1960-х років група агентів КДБ при РМ УРСР імітувала наявність «локальної ланки націоналістичного підпілля» бандерівської орієнтації з філіями у Польщі, Львові, Києві (керівника її служби безпеки удавав лікар С.Панчишин). Агенти КДБ при РМ УРСР отримували з-за кордону інструктивні документи і літературу ОУН, значні матеріальні кошти і техніку, а також одержували відомості про тактичні настанови ОУН, просували дезінформацію закордонним центрам націоналістичного руху. Не запідозривши обману, Закордонні частини ОУН «підвищили» С.Панчишина до члена Центрального проводу, голови «Верховного суду ОУН в Україні», керівника Служби безпеки Закордонних частин ОУН в Україні, він отримав Золотий Хрест Заслуги — як і «керівник підпільної організації в Києві» Ю.Іванченко. Основні результати гри оприлюднені на прес-конференції в Києві за участю її основних учасників 14 вересня 1988.

## Структура
Агентурно-бойова група складалася із 3—50 бойовиків, імітувала підрозділ УПА, підпільну групу або боївку Служби безпеки ОУН. На 20 червня 1945 в Західній Україні діяло 156 агентурно-бойових груп із 1783 осіб. Ліквідація повстанців здійснювалася таким чином, щоб підозра в цьому лягала на СБ ОУН або вояків УПА. Основне завдання агентурно-бойових груп: захоплення або фізичне знищення керівного складу ОУН; знищення невеликих підрозділів УПА і боївок ОУН; координація дій проти повстанців військ НКВС УРСР; захоплення зв'язкових підпілля або емісарів закордонних центрів ОУН; збір інформації, необхідної для проведення антиповстанських операцій; компрометація повстанців в очах населення. Водночас і ОУН та УПА вдавалися до творення груп, що діяли під виглядом радянських силових структур.

## Оцінка діяльності
Застосування груп супроводжувалося порушеннями норм законності й людяності. У доповідній воєнного прокурора військ МВС Українського округу Г.Кошарського (15 лютого 1949) 1-му секретарю ЦК КП(б)У М.Хрущову наводилися приклади побиття, зґвалтувань, грабунків населення «агентами-бойовиками»: «дії так званих спецгруп МДБ носять яскраво виражений бандитський антирадянський характер і, зрозуміло, не можуть бути виправдані ніякими оперативними міркуваннями». Тому директивою МДБ СРСР № 22 від 25 березня 1949 агентурно-бойові групи реорганізовано з метою посилення дисципліни, більш активного залучення їх до кваліфікованих оперативних заходів, із 191 групи (733 учасників) залишили 25 (150 бойовиків). За радянською статистикою, на рахунку агентурно-бойових груп 1163 вбиті, понад 2000 захоплених й 700 виведених з повинною учасників руху ОУН та УПА. За участю агентів-бойовиків ліквідували або затримали керівників ОУН та УПА О. А. Луцького, З. Тершаковця, Р. Кравчука, П. Федуна (П. Полтаву), В. Галаса, В. Кука та ін.
Керівники КП(б)У, лицемірно засуджуючи «порушення соціалістичної законності», особисто скеровували органи державної безпеки УРСР на застосування провокативних методів боротьби з повстанцями. Радянська держава звільняла агентів-бойовиків від кримінальної відповідальності, повертала із заслання їхніх близьких, встановлювала грошове й матеріальне забезпечення їм та членам сімей, нагороджувала медалями.
Іншою формою застосування провокаційних методів стало творення лжепроводів ОУН для просування агентури в керівництво підпілля в Західній Україні. Так, 1944—45 НКДБ УРСР створений легендований «провід ОУН Східних земель України» (його спроби занурити агентуру в керівництво ОУН на Волині зірвані СБ ОУН).